# Joan Bordas i Orpinell
Joan Bordas i Orpinell (Barcelona, 9 de setembre de 1944) és un físic català. El 1969 es llicencià en ciències físiques a la Universitat de Barcelona i el 1972 se'n doctorà a la Universitat de Cambridge. Fins al 1975 treballà al Cavendish Laboratory d'aquesta universitat i fins al 1978 al Science and Engineering Research Council (SERC) destinat al NINA Synchrotron Radiation Facility a Daresbury. De 1978 a 1981 treballà al Laboratori Europeu de Biologia Molecular (EMBL) a Hamburg.
De 1983 a 1988 fou director del Laboratori de Biologia del Consell de Recerca Mèdica del SERC, associat al sincrotró britànic SRS, del que en fou director del programa de recerca de 1988 a 1993. De 1994 a 1996 fou professor de biofísica a la Universitat de Liverpool, i de 1996 a 2000 director del projecte espanyol Laboratori de Llum de Sincrotró de la Universitat Autònoma de Barcelona (LLS), del que en fou nomenat director el 2000. També és president del Science Advisory Committe de l'European Synchrotron Radiation Facility de Grenoble.
El 1996 va rebre la Medalla Narcís Monturiol al mèrit científic i tecnològic de la Generalitat de Catalunya per la seva contribució a la Radiació de la llum de Sincrotró a Europa i les seves aplicacions a la física, la química, la ciència de materials i la biologia.